# Trotacalles
Trotacalles es una película de drama mexicana de 1951 escrita y dirigida por Matilde Landeta y protagonizada por Miroslava Stern, Isabela Corona y Elda Peralta. La idea de la película surgió tras la insistencia del escritor y periodista Luis Spota a la directora por su deseo de entregar una película tan seria y realizar una película que fuese más sencilla vender para los productores.

## Argumento
Un acaudalado banquero, don Faustino Yrigoyen (Miguel Ángel Ferriz), arrolla con su automóvil a una prostituta llamada María (Elda Peralta) que resulta hermana de su esposa Elena (Miroslava Stern). Poco después María, quien ha recibido de Faustino una tarjeta de visita y dinero, visita a Elena en su casa; la mala relación entre ambas hermanas es evidente pues Elena manifiesta su desprecio a María por no saber aprovechar su belleza para casarse con un hombre adinerado como Elena lo hizo. 
La pareja de María resulta ser un vividor llamado Rodolfo (Ernesto Alonso) dedicado a estafar a las mujeres ricas y Elena, harta de su matrimonio donde abunda el dinero mas no la pasión, se hace su amante, ignorando que Rodolfo sigue su relación con María en paralelo. Elena acepta un plan de Rodolfo para robarle a Faustino dinero y documentos valorados de su casa, y luego huir juntos como pareja, para lo cual Rodolfo pide a Elena una gran suma de dinero que ella obtiene de su esposo con engaños. Se muestra también la vida difícil de las prostitutas, carentes de amistades y familia, y las penurias de María y sus compañeras para obtener ganancias con el sexo. 
María y Rodolfo gastan juntos el dinero de Elena, aunque Rodolfo no revela a María sus verdaderos planes ni la identidad de la mujer adinerada a quien estafa, ignorando además el vínculo entre ellas. Por accidente, María descubre que Elena y Rodolfo son amantes y previene a Elena pero su hermana la rechaza de nuevo. María sigue a Rodolfo a la calle donde planea reunirse con Elena y le increpa su abandono, pero él la asesina en plena calle, siendo Rodolfo abatido a tiros por la policía tras cometer su crimen. 
Elena llega al punto de encuentro y halla los dos cadáveres, volviendo prontamente a su casa esperando pasar desapercibida. Ya en su domicilio, Elena halla a Faustino esperándole en la puerta, pero el esposo revela estar ya enterado de su infidelidad, impide a Elena entrar a la casa, la despoja de su costoso abrigo y la expulsa a la calle pese a las súplicas de ella.
Trotacalles muestra a dos hermanas que están situadas en polos opuestos de la sociedad para ser iguales. Ambas entregan su cuerpo para vivir: Elena se casa con un hombre rico, María es prostituta. Ambas fallaron en el amor y compartieron a un hombre, Rodolfo. A Elena su esposo la exhibe como mercancía, María se exhibe por sí misma. En esta película vemos a mujeres que desean poder, dinero o placer sexual, como Elena, que le llama "vicio" a su deseo.

## Reparto
- Miroslava Stern - Elena
- Ernesto Alonso - Rodolfo (Rudy)
- Isabela Corona - Ruth
- Elda Peralta - María
- Miguel Ángel Ferriz - Faustino Irigoyen
- Aurora Izquierdo
- Enedina Díaz León
- Juan Orraca - Cura
- Adolfo Ramírez
- Rogelio Fernández
- Salvador Godínez
- Enrique Zambrano - Médico
- Wolf Ruvinskis - Carlos